# Nanyang (Henan)
Nanyang (chinois simplifié : 南阳市 ; pinyin : Nányáng shì) est une ville-préfecture du sud-ouest de la province du Henan en Chine. La population de sa juridiction était d'environ 10,7 millions d'habitants en 2006. On y parle le dialecte de Nanyang du mandarin zhongyuan.

## Personnalités célèbres
- L'empereur Liu Xiu de la dynastie Han ;
- L’astronome Zhang Heng ;
- Le médecin Zhang Zhongjing ;
- Le poète Han Yu.

## Économie
En 2005, le PIB total a été de 105,3 milliards de yuans, et le PIB par habitant de 9 826 yuans.

## Subdivisions administratives
La ville-préfecture de Nanyang exerce sa juridiction sur treize subdivisions - deux districts, une ville-district et dix xian :
- le district de Wolong - 卧龙区 Wòlóng Qū ;
- le district de Wancheng - 宛城区 Wǎnchéng Qū ;
- la ville de Dengzhou - 邓州市 Dèngzhōu Shì ;
- le xian de Nanzhao - 南召县 Nánzhào Xiàn ;
- le xian de Fangcheng - 方城县 Fāngchéng Xiàn ;
- le xian de Xixia - 西峡县 Xīxiá Xiàn ;
- le xian de Zhenping - 镇平县 Zhènpíng Xiàn ;
- le xian de Neixiang - 内乡县 Nèixiāng Xiàn ;
- le xian de Xichuan - 淅川县 Xīchuān Xiàn ;
- le xian de Sheqi - 社旗县 Shèqí Xiàn ;
- le xian de Tanghe - 唐河县 Tánghé Xiàn ;
- le xian de Xinye - 新野县 Xīnyě Xiàn ;
- le xian de Tongbai - 桐柏县 Tóngbǎi Xiàn.

## Culture

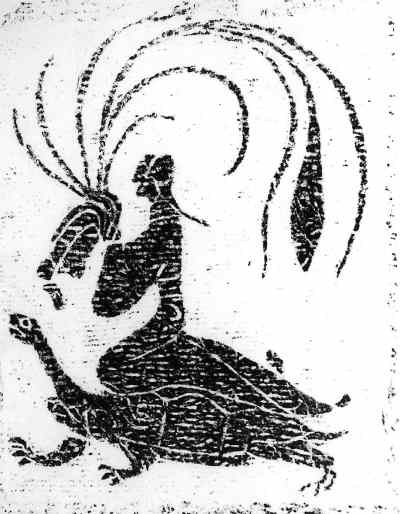
Immortel montant la tortue

Le Palais des peintures Han de Nanyang (zh) (南阳汉画馆) est un musée; il possède notamment L'immortel montant la tortue (仙人乘龟图).

### Patrimoine

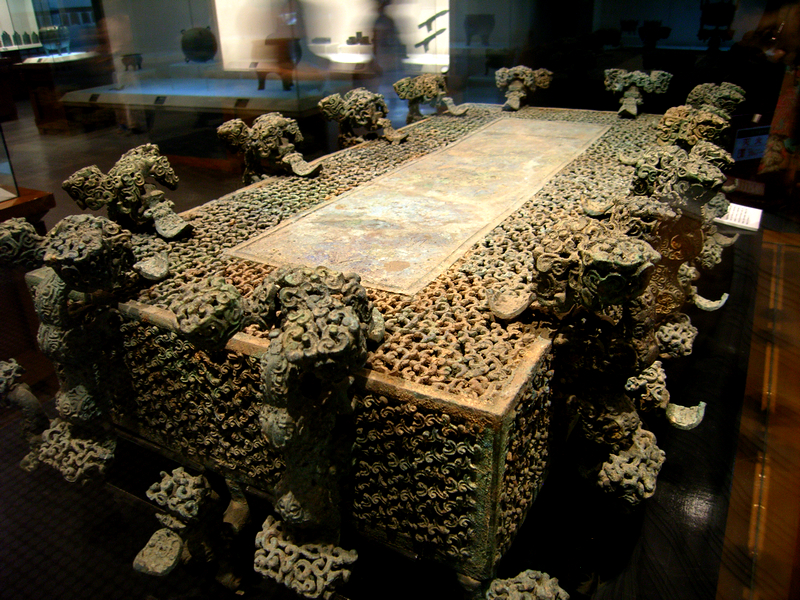
Jin de bronze du nuage rare (云纹铜禁)

Le Jin de bronze du nuage rare (云纹铜禁) est un objet en bronze de type Jin (禁) datant de la Période des Printemps et des Automnes découvert en 1978, lors de recherche archéologiques dans le xian de Xichuan, sur le site du groupe de tombes anciennes du temple Xia, dans la tombe de Zi Geng (zh) (子庚).

### Religion
Nanyang est le siège du diocèse de Nanyang avec sa cathédrale catholique Saint-Joseph.

## Transport

### Aérien
La ville-préfecture est principalement desservie par l'aéroport de Nanyang-Jiangying (code IATA : NNY • code OACI : ZHNY), situé dans son district de Wancheng, sur le village de Jiangyin.

### Routier
La ville-préfecture comporte 7 gare routières de passagers et 5 gares routières de marchandise.
Elle est desservie par les routes nationales G312, G207 et G209, ainsi que les routes provinciales S01 et S02.
Les autoroutes nationales G40, G55 et provinciales S83, S8311, S49, S98, S59, passent également par son territoire.

### Ferroviaire
La gare de Nanyang-Est est située dans le district de Wolong.